# Claes Gill
Claes Gill (13. oktober 1910 i Odda-11. juni 1973 i Oslo) var en norsk forfatter, journalist, digter og skuespiller. Han blev født i Odda, voksede hovedsagelig op i Bergen og boede som voksen i Oslo. Han udgav i 1939 digtsamlingen Fragment av et magisk liv og i 1942 Ord i jern. Begge samlinger er tydeligt inspireret af fransk symbolisme og er tidlige eksempler på modernistisk form.

## Liv

### Barndom og ungdom
Gill var søn af Daniel Jordal og Clara Christensen. Forældrene var forlovet, men faren forlod moren før fødslen, som foregik hos hendes tante og onkel i Odda. Barnet blev overladt til bedstemoren Birgitte Christensen i Bergen, mens moren blev boende i Odda. Claes Gill voksede op hos bedstemoren sammen med moderens??? yngste barn.
I 1914 giftede moren sig med ingeniør Leif Gill, som blev Claes' stedfar og gav ham sit efternavn. Han havde da fået arbejde ved smelteværket i Eydehavn, men Clara flyttede først fra Odda i 1916, da hun tog Claes med sig til Eydehavn. Her blev han undervist af guvernanter, før han begyndte i 7. klasse ved Eydehavn skole iefteråret 1921. Hans klasselærer var den senere statsråd Nils Hjelmtveit. Siden begyndte han ved mellemskolen i Arendal, men i 1926 blev Leif Gill opsagt fra sin stilling ved smelteværket. Samme år døde moren af en hjertelidelse. Claes Gill og stedfaren flyttet til Oslo, hvor Claes begyndte ved Ris skoles reallinje i januar 1927.

### I udlandet
Efter examen artium tog Claes Gill hyre hos Fred. Olsen & Co. og drog ud med M/S «Theodore Roosevelt» i sommeren 1928. Skibet gik gennem Panamakanalen til Vancouver, før det vendte tilbage til Oslo i december samme år. Tilbage i Oslo blev Claes Gill uvenner med stedfaren og forlod landet efter nogle få dage. Om vinteren arbejdede han som gårdsdreng i Västergötland, før han drog videre til Danmark om foråret. Sommeren 1929 var han tilbage i Oslo.
Nu fik han hyre på hvalfangstskibet «Ronald», som drog ud fra Tønsberg i august 1929. Om vinteren drev skibet hvalfangst ved Antarktis, før det gik ind til Montevideo i Uruguay på vej tilbage til Norge. I Montevideo gik Gill i land og blev der, til han i november fik hyre på det svenske skib M/S «Liguria», som gik op langs østkysten af Nordamerika til New York. Her, midt under depressionen, levede han et par år, til dels ansat ved forfatteren Nathanael Wests Hotel Sutton. Men han havde ikke immigrationsvisum, så i juni 1933 blev han arresteret og sendt tilbage til Norge.

### Digte
Tilbage i Norge boede han først hos sin onkel, lærer Jakob Kolrud i Fana uden for Bergen. Han kom ind i kunstnermiljøet i Bergen og fik sine første digte trykt i Bergens Tidende 15. september 1934. I hans omgangskreds var maleren Waldemar Stabell og sagfører og dramatiker Elias Steen-Olsen, som også hjalp ham økonomisk. I 1935 flyttede han til Oslo, hvor han førte en omflakkende tilværelse, uden fast bopæl. 1936–1937 arbejdede han en tid som huslærer på en gård i Modum. Hans første digtsamling, Fragment av et magisk liv, udkom på Cappelen forlag i november 1939. Den næste samling, hans sidste, Ord i jern, udkom i januar 1943. Gills daværende forlægger Henrik Groth syntes forfatterens debutsamling Fragment av et magisk liv var så tilpas opsigtsvækkende at han sørgede for at få samlingen indbundet i krydsfinér. Titlen er brændt ind i omslaget. Der foreligger to nummererede og signerede serier af førsteutgaven med høj antikvarisk værdi. Samlingen Ord i jern, hvis titel henviser til manglen på ytringsfrihed under den tyske besættelse af Norge, er indbundet i mørklægningsgardin. Under krigen offentliggjorde han også digte i flere magasiner og aviser, men efter krigen skrev han aldrig mere poesi, med undtagelse af digtet «Gloria Victis!», som han lod sig overtale til at skrive i forbindelse med opstanden i Ungarn i 1956. Digtet stod trykt i Studentersamfundets Ungarnsantologi.

### Skuespiller
Efter at digterkarrieren var ovre, viede han sig helt til teatret, både som skuespiller og instruktør. Mod slutningen af krigen kom han i kontakt med Jens Bolling og andre unge skuespillere, som ville studere skuespil efter Stanislavskijs system. Sommeren 1945 blev han valgt til chef for det nye Studioteatret. Han brød med Studioteatret året efter, men havde dog senere gæsteoptrædener der. I 1947 fik han Conrad Mohrs legat til studier af socialismen, der førte til, at han foretog en rejse i Sovjetunionen.
Til 100-årsdagen for Alexander Kiellands fødsel, i 1949, blev Gill bedt om at opsætte en dramatisering af Skipper Worse ved Rogaland Teater. Efter at have været skuespiller ved Riksteatret 1951–1952 kom han så tilbage til Stavanger som teaterchef ved Rogaland Teater fra 1952 til 1956. I 1950'erne medvirkede han også i flere spillefilm. Han er særlig kendt for sin dybe og specielle stemme og var meget brugt til oplæsning i radio. Claes Gill tog aktiv del i kampen for riksmål og mod samnorsk i 1950'erne.

## Filmografi
- 1969 An-Magritt …. Bjelke
- 1967 Cocktail party (TV)
- 1967 Gutten som kappåt med trollet (dukkefilm) …. Talg-Petter/fortæller
- 1962 Kort är sommaren …. Mack
- 1961 Briggen Tre Liljor …. Grille
- 1959 Herren og hans tjenere …. Sugurd Helmer, biskop
- 1957 Värmlänningarna} …. Provsten
- 1955 Det brenner i natt! …. Tim

## Værker
- Fragment av et magisk liv (1939)
- Ord i jern (1942)